# Перламутровка оскар
Перламутровка оскар (Boloria oscarus, или Clossiana oscarus ) — вид бабочек из семейства нимфалид (Nymphalidae). Длина переднего крыла 18 — 24 мм

## Этимология названия
Оскар — имя латинского происхождения, которое носили несколько политических деятелей Западной Европы в Новое Время и в Средние века.

## Ареал
Среднее Приобье, горы Южной Сибири, Приамурье и Приморье, Сахалин, Монголия, Китай, Корея.
Вид населяет луговые участки в хвойных и смешанных лесах, преимущественно по долинам рек, лесные луговины.

## Биология
За год вид развивается в одном поколении. Время лёта длится с середины июля до середины августа. Бабочки питаются на цветах жимолости (Lonicera), караганы (Caragana). Кормовые растения гусениц: фиалка (Viola sp.).